# إدوارد إف. مكجرادي
إدوارد إف. مكجرادي (بالإنجليزية: Edward F. McGrady)‏ هو نقابي أمريكي، ولد في 22 يناير 1873، وتوفي في 17 يوليو 1960.